# Old Carr’s Burn
Der Old Carr’s Burn ist ein etwa 1,1 km langer Wasserlauf in Cumbria in England. Er entsteht südlich von Nenthead und fließt in nördlicher Richtung um bei seinem Zusammentreffen mit dem Middle Cleugh Burn und dem Long Cleugh Burn den River Nent zu bilden.